# Pierszczewo
Pierszczewo (kaszub. Pierszczewò) – wieś w Polsce, położona w województwie pomorskim, powiecie kartuskim, gminie Stężyca, na Kaszubach, na terenie Kaszubskiego Parku Krajobrazowego, nad Jeziorem Patulskim. 
| SIMC    | Nazwa   | Rodzaj    |
| ------- | ------- | --------- |
| 0174042 | Teklowo | część wsi |

Pierszczewo 31 grudnia 2014 r. miało 137 stałych mieszkańców, z których 91 osób mieszkało w głównej części wsi. 
Pierszczewo zostało wymienione w dokumencie księcia Mściwoja II z 1284 r. Było jedną ze wsi nadanych przez księcia pomorskiego jego stryjecznej siostrze Gertrudzie. Wchodziło w skład ziemi zwanej Pirsna. Nazwy Pierszczewo i Pirsna mają tę samą podstawę - staropolski rzeczownik pirść oznaczał pył, proch, kurz. Z okolicą Pierszczewa wiąże się sprawa zaginionego grodu Pirsna.  
Wieś jest siedzibą sołectwa Pierszczewo, w którego skład wchodzą: Pierszczewo, Pierszczewko i Teklowo. 
W kierunku północnowschodnim od Pierszczewa znajduje się okalany wodami Jeziora Ostrzyckiego rezerwat leśny Ostrzycki Las.
W latach 1975–1998 miejscowość administracyjnie należała do województwa gdańskiego.